# (216241) Renzopiano
(216241) Renzopiano ist ein im äußeren Hauptgürtel gelegener Asteroid. Er wurde von dem italienischen Amateurastronomen Vincenzo Silvano Casulli am 14. November 2006 am Observatorium im Ortsteil Vallemare (IAU-Code A55) der Gemeinde Borbona in der Provinz Rieti entdeckt.
Der Asteroid gehört zur Eos-Familie, einer Gruppe von Asteroiden, welche typischerweise große Halbachsen von 2,95 bis 3,1 AE aufweisen, nach innen begrenzt von der Kirkwoodlücke der 7:3-Resonanz mit Jupiter, sowie Bahnneigungen zwischen 8° und 12°. Die Gruppe ist nach dem Asteroiden (221) Eos benannt. Es wird vermutet, dass die Familie vor mehr als einer Milliarde Jahren durch eine Kollision entstanden ist.
Die zeitlosen (nichtoskulierenden) Bahnelemente von (216241) Renzopiano sind fast identisch mit denjenigen von 15 weiteren Asteroiden, zum Beispiel (46323) 2001 QH115, (169149) 2001 QO133 und (174549) 2003 FN67.
(216241) Renzopiano wurde am 22. Februar 2016 nach dem italienischen Architekten Renzo Piano (* 1937) benannt.